# Чхиквишвили, Владимир Ираклиевич
Влади́мир Ира́клиевич Чхиквишви́ли (род. 15 мая 1948, Москва) — советский и российский дипломат. Чрезвычайный и полномочный посол (2001).

## Биография
Его отец Ираклий Чхиквишвили (1920—1986) был завотделом ЦК Компартии Грузии, главным редактором печатного органа грузинской компартии газеты «Заря Востока».
Оставил Тбилиси в 1965 году. В 1971 году окончил МГИМО по специальности «международные отношения», специализировался по странам Северной Европы.
В 1983 году окончил аспирантуру Дипломатической академии МИД СССР и защитил диссертацию «Основные проблемы внешней политики Норвегии (1970—1983 гг.)», кандидат исторических наук. Также окончил Высшие дипломатические курсы.
На дипломатической службе с 1971 года. Работал в Исландии (1971—1974), Норвегии (1976—1981), США (1985—1990).
- В 1992—1994 годах — заместитель директора департамента Северной Америки.
- В 1994—1998 годах — советник-посланник Посольства России в США.
- С 1998 года член коллегии МИД России.
- В 1998—2002 годах — директор Департамента Северной Америки МИД (США и Канада).
- С 31 октября 2002 по 7 июля 2006 года — чрезвычайный и полномочный посол Российской Федерации в Грузии[2][3]. Указывал, что решение о его назначении было принято президентом РФ Владимиром Путиным[4]. Это был резкий поворот в его дипломатической карьере, изначально предполагалось назначение в Голландию.
- В 2007—2008 годах — директор Департамента по вопросам новых вызовов и угроз МИД России (вопросы борьбы с международным терроризмом, наркотрафиком и транснациональной преступностью).
- С 24 декабря 2008 по 16 июня 2014 года — чрезвычайный и полномочный посол Российской Федерации в Греческой Республике[5][6]. 27 февраля 2009 году состоялось вручение им верительных грамот президенту Греции Каролосу Папульясу.

## Семья
Супруга Ольга Викторовна, дочь Ольга.

## Дипломатический ранг
- Чрезвычайный и полномочный посланник 2 класса (28 января 1993)[7]
- Чрезвычайный и полномочный посланник 1 класса (6 марта 1995)[8]
- Чрезвычайный и полномочный посол (27 апреля 2001)[9]

## Награды
- Орден Дружбы (14 мая 2008) — за заслуги в реализации внешнеполитического курса Российской Федерации и многолетнюю дипломатическую службу[10]
- Орден Почёта (2 сентября 2013) — за большой вклад в реализацию внешнеполитического курса Российской Федерации и многолетнюю добросовестную работу[11]